# 京都市立横大路小学校
京都市立横大路小学校（きょうとしりつ よこおおじしょうがっこう）は、京都府京都市伏見区にある公立小学校。